# دينيس هيلي
كان دينيس وينستون هيلي، بارون هيلي، الحائز على وسام رفقاء الشرف، ورتبة الإمبراطورية البريطانية، وعضو المجلس الخاص للمملكة المتحدة، والجمعية الملكية للأدب (30 أغسطس 1917- 3 أكتوبر 2015) سياسيًا بريطانيًا من حزب العمال، شغل منصب مستشار الخزانة منذ 1974 حتى 1979، ووزير الدولة للدفاع منذ 1964 حتى 1970، وكان صاحب أطول ولاية لمنصب وزير الدفاع. كان عضوًا في البرلمان منذ 1952 حتى 1992، ونائبًا لرئيس حزب العمال منذ 1980 حتى 1983. اشتهر هيلي بين العامة في امتلاكه لحاجبين كثيفين، وطريقته الحماسية وتحولاته الإبداعية في التعبير.
التحق هيلي بجامعة أكسفورد، وشغل منصب رائد في الحرب العالمية الثانية. أصبح لاحقًا وكيلًا لقسم أبحاث المعلومات، وهو فرع سري من وزارة الخارجية مكرس لنشر الدعاية المعادية للشيوعية خلال أوائل الحرب الباردة. انتُخِب هيلي لأول مرة للبرلمان في انتخابات فرعية في عام 1952 عن مقعد دائرة ليدز ساوث إيست الانتخابية. انتقل إلى مقعد ليدز إيست في انتخابات عام 1955، والتي مثّلها حتى تقاعده في انتخابات عام 1992.
عينه رئيس الوزراء هارولد ويلسون وزيرًا للدفاع بعد فوز حزب العمال في انتخابات عام 1964. شغل هذا المنصب حتى هزيمة حزب العمال في انتخابات 1970، مما جعله وزير الدفاع الأطول خدمة حتى الآن. عين ويلسون هيلي مستشارًا للخزانة بعد عودة حزب العمال إلى السلطة بعد انتخابات عام 1974. ترشح لقيادة حزب العمال في الانتخابات ليحل محل ويلسون في مارس 1976، ولكنه خسر أمام جيمس كالاهان. احتفظ كالاهان بهيلي كمستشار في حكومته الجديدة. سعى هيلي بشكل خاص، خلال فترة عمله كمستشار، للحصول على قرض دولي من صندوق النقد الدولي للاقتصاد البريطاني، والذي فرض شروطًا خارجية على الإنفاق العام.
استعد هيلي للمرة الثانية من أجل قيادة حزب العمال في نوفمبر 1980، ولكنه خسر بفارق ضئيل أمام مايكل فوت. اختار فوت هيلي على الفور كنائب له. بدأ توني بين بتحدي هيلي على هذا المنصب، وذلك بعد أن وافق حزب العمال على سلسلة من التغييرات على القواعد التي تحكم انتخابات القيادة. كانت الانتخابات محل نزاع مرير خلال معظم عام 1981، وتمكن هيلي من الفوز بالتحدي بأقل من 1%. استقال هيلي من منصب نائب القائد بعد الهزيمة الساحقة لحزب العمال في انتخابات عام 1983، وظل في مجلس الوزراء حتى عام 1987، ودخل مجلس اللوردات بعد فترة وجيزة من تقاعده من البرلمان في عام 1992. توفي هيلي في عام 2015 عن عمر يناهز 98 عامًا، وذلك بعد أن أصبح أقدم عضو جالس في مجلس اللوردات، وآخر عضو على قيد الحياة من حكومة هارولد ويلسون الأولى التي تشكلت في عام 1964.

## الحياة السياسية

### عضو في البرلمان
انتُخِب هيلي في مجلس العموم كنائب عن ليدز ساوث إيست في انتخابات فرعية في فبراير 1952، بأغلبية 7000 صوت. انتُخِب عن ليدز إيست في الانتخابات العامة لعام 1955، بعد تغييرات حدود الدائرة الانتخابية، وشغل هذا المقعد حتى تقاعده كعضو في البرلمان في عام 1992.
كان هيلي معتدلًا في الحزب اليميني خلال سلسلة الانقسامات داخل حزب العمال في خمسينات القرن العشرين. كان مؤيدًا وصديقًا لهيو غيتسكل، وأقنعه بتخفيف دعمه الأولي للعمل العسكري البريطاني في عام 1956؛ وذلك عندما استولت مصر تحت حكم جمال عبد الناصر على قناة السويس، مما أدى إلى أزمة السويس (العدوان الثلاثي). شعر هيلي بالرعب، عندما توفي غيتسكل في عام 1963، من فكرة نائب غيتسكل غير المستقر، جورج براون، الذي يقود حزب العمال، قائلًا: «كان مثل جمايما الخالد، فأظهر أحسن ما فيه عندما كان جيدًا وأفظع ما فيه عندما كان سيئًا». صوّت لجيمس كالاهان في الاقتراع الأول في انتخابات قيادة حزب العمال لعام 1963، وهارولد ويلسون في الاقتراع الثاني. اعتقد هيلي أن ويلسون سيوحد حزب العمال ويقوده للفوز في الانتخابات العامة القادمة، ولم يعتقد أن براون قادر على فعل أي منهما. عُيِّن هيلي وزير دولة الظل للدفاع بعد استحداث هذا المنصب في عام 1964.

### وزير الدفاع
شغل هيلي منصب وزير الدولة للدفاع في عهد رئيس الوزراء هارولد ويلسون، وذلك بعد فوز حزب العمال في الانتخابات العامة لعام 1964. كان مسؤولًا عن 450 ألف شخص من العسكريين المجندين في القوات المسلحة البريطانية والنساء، و406 ألف موظف مدني متمركزين حول العالم. اشتهر باقتصاده، وتصفية معظم دور بريطانيا العسكري خارج أوروبا، وإلغاء المشاريع باهظة الثمن. لم يكن سبب ذلك وجود أزمة مالية، بل كان قرارًا لتحويل الأموال والأولويات إلى الميزانية المحلية، والحفاظ على الالتزام تجاه الناتو. خفض الميزانية العسكرية، وألغى الناقلة إتش إم إس سينتور وإتش إم إس فيكتوريوس التي أعيد بناؤها في عام 1967، وألغى استبدال الإسطول الناقل سي في إيه-01 المقترح، قبل هزيمة حزب العمال في عام 1970، وخفض رتبة الناقلة إتش إم إس هيرمز إلى حاملة كوماندوز (حاملة هجومية برمائية). ألغى غواصة بولاريس الخامسة المخطط لها، وألغى أيضًا إنتاج طائرات هوكر سايدلي بّي.1154 وإتش إس 681، وإنتاج طائرة شركة الطائرات البريطانية تي إس أر-2، بشكل مثير للجدل، والشراء اللاحق للطائرة إف-111 بدلًا من ذلك.
علق هيلي قائلًا إن معظم البحارة العاديين اعتبروا بعض حاملات الطائرات البحرية الملكية التي أُلغيَت مجرد «أحياء فقيرة عائمةْ» و«معرضة للخطر للغاية». واصل هيلي اعتماد حكومات المحافظين بعد الحرب على الردع النووي الاستراتيجي والتكتيكي للبحرية، وسلاح الجو الملكي وألمانيا الغربية، ودعم بيع الأسلحة المتقدمة في الخارج، بما في ذلك لأنظمة مثل تلك الموجودة في إيران البهلوية، وليبيا، وتشيلي، والفصل العنصري في جنوب أفريقيا، الذي زوده بالقاذفات الهجومية ذات القدرة النووية من طراز بلاكبيرن بوكانير إس.2، ووافق على أمر التكرار. أدى ذلك إلى دخوله في صراع خطير مع ويلسون، الذي دعم هذه السياسة أيضًا. قال هيلي لاحقًا إنه اتخذ القرار الخاطئ بشأن بيع الأسلحة إلى جنوب أفريقيا.
أعلن ويلسون وهيلي في يناير 1968، بعد أسابيع قليلة من تخفيض قيمة الجنيه، عن إلغاء حاملتي الأسطول البريطاني الكبيرتين إتش إم إس أرك رويال وإتش إم إس إيغل في عام 1972. أعلنا أيضًا عن سحب القوات البريطانية في عام 1971، وإغلاق القواعد العسكرية والبحرية البريطانية في جنوب شرق آسيا، المعروفة باسم «شرق عدن»، وهي منشآت كبيرة مغلقة في ماليزيا، وسنغافورة، والخليج العربي، وجزر المالديف. أبطأ رئيس الوزراء التالي إدوارد هيث تنفيذ السياسة، مع وضع من خمس إلى ست فرقاطات في محطة شرق السويس حتى عام 1976، وذلك عندما استخدم المستشار هيلي أزمة صندوق النقد الدولي لسحب فرقاطات البحرية الملكية المرتبطة بسرب ترتيبات الدفاع الخماسي القوى وفرقاطة حرس هونغ كونغ إتش إم إس تشيشستر. أذن هيلي بإزالة الشاغوسيون من أرخبيل تشاغوس، وأذن ببناء القاعدة العسكرية للولايات المتحدة في دييغو غارسيا. أصبح وزير دفاع في حكومة الظل بعد هزيمة حزب العمال في الانتخابات العامة عام 1970.